# 小野寺久幸
小野寺 久幸（おのでら ひさゆき、1929年5月18日 - 2011年3月1日）は、日本の文化財（仏像）修理技師、東大寺大仏師。

## 来歴
宮城県本吉郡本吉町（現・気仙沼市）出身。本吉郡小泉高等尋常小学校卒業。
1951年、神奈川県鎌倉市覚園寺における重要文化財の木造薬師如来および日光菩薩・月光菩薩の各坐像の保存修理を行い、その仏像修理の力量を知らしめた。
1954年に東京国立博物館文化財修理室に勤務、翌年、財団法人美術院国宝修理所に就職する。
1975年に同修理所所長・西村公朝の指名を受け、第六代所長兼常務理事に就任。以後、国宝・重要文化財の彫刻作品の修理に専従するとともに、現場において後進の育成に努めた。
1988年から5年の歳月をかけた東大寺南大門の国宝金剛力士像2軀の本格解体修理に際して陣頭で指揮、その功績により、1993年に東大寺から「東大寺大仏師」の称号が授与された。
2000年に美術院国宝修理所所長を退き、常務理事専務に就任。
2011年3月1日、肝不全のため逝去。享年81歳。

### 役職
- 1979年、岐阜県文化財保護審議会委員
- 1989年、財団法人川合芳次郎記念京都仏教美術保存財団理事
- 1991年、東京芸術大学美術学部保存技術客員教授
- 1997年、財団法人仏教美術協会理事

### 受賞・栄典
長年にわたる文化財（仏像）修理と後進の育成の功績を認められた。
- 1993年、文化庁長官表彰
- 1993年、第11回京都府文化賞功労賞
- 1994年、本吉町名誉町民[2]
- 1995年、第44回河北文化賞
- 1996年、紫綬褒章
- 2003年、勲四等旭日小綬章

## 主な仏像修理・製作
国宝、重要文化財など3,000体を超える仏像の保存修理に携わった。
本格修理
- 京都・妙法院三十三間堂・重要文化財木造千手観音立像1001軀（昭和48～61、平成2～12年度）
- 京都・国宝木造千手観音坐像（湛慶作、昭和62年～平成元年度）
- 大分・国宝臼杵磨崖仏（昭和53･55～61、63～平成5年度、同10～12年度）
- 奈良・法隆寺国宝木造観音菩薩立像（百済観音、昭和55年度）
- 奈良・国宝木造観音菩薩立像（救世観音、昭和62年度）
- 奈良・国宝銅造薬師三尊像（金堂所在、平成2～3年度）
- 京都・教王護国寺講堂の国宝を含む諸尊像20軀（平成9～11年度）

製作
- 大阪・観心寺如意輪観音像の模造（昭和49～56年度）
- 京都・寂光院地蔵菩薩立像の模造（平成13～17年度）
- 兵庫・清澄寺大日如来坐像（平成2年度）
- 東京・長仙寺金剛力士像（同6～9年度）
- 愛知・鳳来寺薬師如来立像（同10年度）
- 奈良・桜本坊木造天武天皇坐像（平成19～21年度）

## 著書
- 「文化財の保存修理」（『美術院紀要』創刊号 1969年)
- 「明月院塑造北条時頼像」の修理について」（『美術院紀要』2号 1971年）
- 「群馬県・不動寺の石仏修理について」（『美術院紀要』3号 1973年）
- 「文化財の損傷と修理について」（『美術院紀要』5号 1980年）
- 「THE REPAIR OF THE WOODEN SCULPTURES」（『International Symposium on the Conservation and Restoration of Cultural Property』東京文化財研究所編 1983年）
- 「文化財の保存修理」（『日本藝術の創跡2010』世界文藝社 2010年）